# Oda Nobutaka
Oda Nobutaka (織田信孝 (Chức Điền Tín Hiếu) 1558-1583) là một samurai và thành viên của gia tộc Oda. Ông được nhận làm con nuôi và trở thành tộc trưởng của gia tộc Kanbe thống trị vùng trung du tỉnh Ise và còn được gọi là Kanbe Nobutaka (神戸信孝) (Thần Hộ Tín Hiếu).
Nobutaka là con trai thứ ba của Oda Nobunaga và ông được gọi là San Shichi (三七) (Tam Thất) vì sinh ngày 7 tháng 3 theo hệ thống lịch cổ của Nhật. Mẹ ông là thiếp Sakashi (坂氏) (Phản Thị). Tương truyền, thực ra Nobutaka được sinh ra trước Oda Nobukatsu 20 ngày nhưng được báo muộn hơn cho Nobunaga và trở thành con trai thứ ba. Theo thuyết này, địa vị thấp của mẹ ông là một yếu tố quan trọng dẫn đến việc này.
Năm 1568, sau khi Nobunaga kiểm soát tỉnh Ise, Nobutaka được sắp xếp để trở thành người đứng đầu gia tộc Kanbe ở xung quanh lâu đài Kanbe ngày nay là, Suzuka, Mie. Anh trai ông, Nobukatsu năm sau đó trở thành con nuôi của gia tộc Kitabatake thống trị một vùng lớn hơn rất nhiều ở phía Nam tỉnh Ise. Theo những người truyền giáo thì Nobutaka tốt tính hơn anh trai Nobukatsu nhưng có vị trí thấp hơn và vai quản vùng đất ít hơn anh mình.
Năm 1582, Nobutaka được lệnh chỉ huy quân chống lại Shikoku và có những thuộc tướng như Niwa Nagahide và Tsuda Nobusumi, con trai của em Nobunaga là Nobuyuki. Nhưng khi quân đội đã sẵn sàng ở Sakai để ra biển, Nobunaga bị giết tại chùa Honnō-ji bởi Akechi Mitsuhide. Nobutaka quay trở lại và tại Osaka, giết Nobusumi vì đã cưới con gái của Mitsuhide và cha của Nobusumi, Oda Nobuyuki bị Nobunaga giết. Trong khi nghi ngờ của Nobutaka vẫn còn mù mờ, không có bằng chứng nào chứng tỏ có mối liên hệ giữa Nobusumi và Nobuyuki. Ở Tomida, tỉnh Settsu, Nobutaka gia nhập với quân của Hashiba Hideyoshi, người cũng trở lại, và giao chiến trong trận Yamazaki.
Dù đã hiện diện để báo thù cho cha mình, trong cuộc thảo luận để quyết định xem ai sẽ là người thừa kế tiếp theo của gia tộc Oda ở lâu đài Kiyosu, Nobutaka bị gạt ra ngoài cuộc thảo luận và Sanpōshi trở thành tộc trưởng gia tộc. Ông được nhận tỉnh Mino nơi anh trưởng, Oda Nobutada đã cai trị trước khi bị Mitsuhide giết, nhưng vẫn còn quá thấp so với hy vọng của ông. Ông sau đó liên minh với Shibata Katsuie và Takigawa Kazumasa để gây chiến với Hideyoshi, nhưng trong khi Nobutaka bị Nobukatsu bao vây ở lâu đài Gifu, Katsuie đại bại trong trận Shizugatake và Nobutaka đầu hàng.
Nobutaka được gửi tới Daimidoji ở Noma, thị trấn Chitano, tỉnh Owari nơi Minamoto no Yoshitomo đã bị ám sát vào cuối thời đại Heian. Dưới áp lực của Hideyoshi và Nobukatsu, ông phải tụ sát. Hai ngày, 19 tháng 6 và 21 tháng 6 được coi là ngày ông qua đời.
Bài thơ waka được ông làm trước khi chết là.
昔より主をば討つ身の間なれば
Mukashi yori Aruji woba Utsu Minoma nareba
報いを受けよ羽柴筑前
Mukui wo Ukeyo Hashiba Chikuzen
Đó là một bài thơ tràn đầy lòng căm thù, được dịch nghĩa là, "Ngươi đã giết người mà ngươi từng phục vụ, kami (thần) sẽ tiêu diệt ngươi, Hashiba Hideyoshi.